# Gyaca
Gyaca, (chữ Tạng: རྒྱ་ཚ་རྫོང་; Wylie: rgya tsha rdzong; ZWPY: Gyaca Zong; tiếng Trung: 加查县; bính âm: Jiāchá Xiàn, Hán Việt: Gia Tra huyện) là một huyện của địa khu Sơn Nam (Lhoka), khu tự trị Tây Tạng, Trung Quốc.

### Trấn
- Gia Tra (加查镇)
- An Nhiễu (安绕镇)

### Hương
- Lạp Tuy (拉绥乡)
- Thôi Cửu (崔久乡)
- Bá (坝乡)
- Lãnh Đạt (冷达乡)
- Lạc Lâm (洛林乡)